# Vobbia
Vobbia (ligur nyelven Obbia, Vóbbia vagy Veubbia) település Olaszországban, Liguria régióban, Genova megyében. Lakosainak száma 373 fő (2023. január 1.). Vobbia Crocefieschi, Isola del Cantone, Mongiardino Ligure, Valbrevenna, Busalla és Carrega Ligure községekkel határos.

## Népesség
A település lakossága az elmúlt években az alábbi módon változott:
| Lakosok száma | 402  | 398  | 373  |
|               | 2017 | 2018 | 2023 |